# Infurcitinea rumelicella
Infurcitinea rumelicella is een vlinder uit de familie echte motten (Tineidae). De wetenschappelijke naam is voor het eerst geldig gepubliceerd in 1903 door Rebel.
De soort komt voor in Europa.